# Niskajärvet (Junosuando socken, Norrbotten, 749328-178859)
Niskajärvet är en sjö i Pajala kommun i Norrbotten och ingår i Torneälvens huvudavrinningsområde. Sjön har en area på 0,0694 kvadratkilometer och ligger 205,1 meter över havet. Sjön avvattnas av vattendraget Pussujoki.

## Delavrinningsområde
Niskajärvet ingår i det delavrinningsområde (748536-179116) som SMHI kallar för Mynnar i Torneälvens vattendragsyta. Medelhöjden är 201 meter över havet och ytan är 30,57 kvadratkilometer. Det finns inga avrinningsområden uppströms utan avrinningsområdet är högsta punkten. Pussujoki som avvattnar avrinningsområdet har biflödesordning 2, vilket innebär att vattnet flödar genom totalt 2 vattendrag innan det når havet efter 244 kilometer. Avrinningsområdet består mestadels av skog (70 procent) och sankmarker (22 procent). Avrinningsområdet har 0,07 kvadratkilometer vattenytor vilket ger det en sjöprocent på 0,2 procent.